# Majinae
Sous-famille
Synonymes
- Cyclacinae Dana, 1851
- Eurynominae Neumann, 1878
- Maiadae Samouelle, 1819
- Mamaiidae Stebbing, 1905
- Micippinae Dana, 1851
- Naxiinae Stimpson, 1871
- Paramicippinae Dana, 1851
- Prionorhynchinae Dana, 1851
- Schizophrysinae Miers, 1879

Les Majinae sont une sous-famille de crabes de la famille des Majidae.

## Liste des genres
- Ageitomaia Griffin & Tranter, 1986
- Anacinetops Miers, 1879
- Choniognathus Rathbun, 1932
- Cyclax Dana, 1851
- Entomonyx Miers, 1884
- Eurynome Leach, 1814
- Jacquinotia Rathbun, 1915
- Kasagia Richer de Forges & Ng, 2007
- Kimbla Griffin & Tranter, 1986
- Leptomithrax Miers, 1876
- Maiopsis Faxon, 1893
- Maja Lamarck, 1801
- Majella Ortmann, 1893
- Microhalimus Haswell, 1880
- Naxia Latreille, 1825
- Notomithrax Griffin, 1963
- Paraentomonyx Sakai, 1983
- Paramithrax H. Milne Edwards, 1837
- Pippacirama Griffin & Tranter, 1986
- Prismatopus Ward, 1933
- Schizophroida Sakai, 1933
- Schizophrys White, 1848
- Seiitaoides Griffin & Tranter, 1986
- Temnonotus A. Milne-Edwards, 1875
- Teratomaia Griffin & Tranter, 1986
- Thersandrus Rathbun, 1897
- Tumulosternum McCulloch, 1913
- †Wilsonimaia Blow & Manning, 1996